# Coracopsis
Coracopsis és un gènere d'ocells de la família dels psitacúlids (Psittaculidae).

## Taxonomia
S'ha considerat l'únic gènere viu de la subfamília dels coracopseins (Coracopseinae), amb el gènere extint Mascarinus.
S'han descrit 4 espècies dins aquest gènere:
- lloro negre de les Seychelles (Coracopsis barklyi).
- lloro negre petit (Coracopsis nigra).
- lloro negre de les Comores (Coracopsis sibilans).
- lloro negre gros (Coracopsis vasa).